# Mỹ nam nhà bên
Mỹ nam nhà bên (Flower boy next door) (tiếng Hàn: 이웃집 꽃미남; Romaja: Yiutjib kkonminam; hay My Cute Guys) là một bộ phim truyền hình lãng mạn - hài hước Hàn Quốc năm 2013 dựa trên webtoon của tác giả Yoo Hyun-sook tựa đề "I Steal Peeks At Him Every Day" (Tôi lén nhìn anh ấy mỗi ngày) (tiếng Hàn: 나는 매일 그를 훔쳐본다). Diễn viên chính Park Shin-hye vào vai Go Dok Mi, một cô gái cô đơn, người không bao giờ muốn ra khỏi nhà. Cô quan sát người bác sĩ ở chung cư đối diện mà cô thích nhưng bị bắt gặp bởi người em trai mới về nước của anh ta Enrique Geum (Yoon Shi-yoon). Chàng trai ấy tìm hiểu và giúp cô thoát ra khỏi vở bọc của bản thân, họ như là vận mệnh của nhau.
Bộ phim được chiếu trên đài cáp tvN từ ngày 7 tháng 1 đến ngày 26 tháng 2 năm 2013 vào Thứ hai và Thứ ba hàng tuần lúc 23:00 với 16 tập phim. Đạo diễn là Jung Jung-hwa (là người chỉ đạo dự án trước đó Flower Boy Ramyun Shop) và biên kịch điện ảnh Kim Eun-jung (Gabi, Hwang Jin-yi), đây là bộ phim thứ ba của series ăn khách Flower Boy của đài tvN sản xuất dựa trên sự điều tra về lứa tuổi thanh thiếu niên. Hai bộ phim trước trong series là Flower boy ramyun shop và Shut up Flower boy band.

## Nội dung
Go Dok-mi (ở Hàn Quốc tên có nghĩa là "xinh đẹp cô đơn") là một cô gái nhút nhát, làm nghề biên tập sách tại nhà, người từ chối bước ra khỏi căn hộ của cô ấy hay tương tác với mọi người hế sức có thê. Mỗi ngày, cô ấy dùng ống nhòm lén nhìn trộm người hàng xóm ở chung cư đối diện đường, Han Tae-joon, quan sát những việc làm của anh ấy vào sáng sớm. Cô ấy thích Tae-joon trong ánh nhìn đầu tiên, sau khi chứng kiến anh ấy bế chú chó con từ trong chiếc hộp bỏ đi ở công viên về nhà nuôi. Khi cô nhìn ra cửa sổ và thấy anh ấy ở căn hộ đối diện cô ấy, cô ấy nghĩ đó là định mệnh.
Tác giả Webtoon Oh Jin-rak ở cùng tòa nhà với Dok-mi. Anh ta đã thích Dok-mi một thời gian dài, và bí mật để lại những mẩu giấy nhớ trên hộp sữa chúc cô một ngày tốt lành mỗi buổi sáng. Anh sáng tác một webtoon với người cộng sự Oh Dong-hoon, tên là "Flower Boy Next Door", nói về cuộc sống của Dok-mi như là để thể hiện mong muốn, vẽ về cô ấy khi ra ngoài thế giới.
Enrique Geum, một nhà sản xuất game và phim hoạt hình thiên tài, trở về Seoul từ Tây Ban Nha. Lý do trở về của anh ấy là " mũi tên của Cupid". Mặc dù anh ấy thích người bạn thân nhất của anh, Yoon Seo-young, cô ấy lại thích người anh trai của anh, Han Tae-joon, nên anh ấy đã có ý làm thần Cupid giúp cho 2 người. Cùng ngày đó, một đầu bếp người Nhật Bản Watanabe Ryu chuyển đến tòa nhà của Dok-mi và Jin-rak.
Khi Enrique đến và ở lại căn hộ của Tae-joon, anh đã bắt gặp Dok-mi đang nhìn lén. Cảm thấy kì lạ và tò mò, Enrique quyết định tìm ra lý do Dok-mi sống xa lánh xã hội. Trong khi đó, Jin-rak cảm thấy bị đe dọa khi Enrique đột nhiên xuất hiện trong cuộc sống Dok-mi.    
Với tất cả các chàng trai đột nhiên xuất hiện trong cuộc đời cô, cuộc sống đơn độc và nề nếp của Dok-mi đang dần thay đổi.

## Diễn viên

### Diễn viên chính
- Park Shin-hye vai Go Dok-mi. Một cô gái giống như Rapunzel, cô tự khóa kín bản thân trong ngôi nhà để trốn tránh cả thế giới.[10]
- Yoon Shi-yoon vai Enrique Geum. Một nhà sản xuất game và phim người Tây Ban Nha gốc Hàn. Anh sớm đã thành công ở lứa tuổi 17, là một chàng trai vui vẻ, hoạt ngôn, sống tự do và đam mê bóng đá.[11]
- Kim Ji-hoon vai Oh Jin-rak. Một tác giả webtoon, anh bị thu hút bởi Dok-mi bất chấp khó khăn và sự ngoan cố của bản thân.

### Diễn viên phụ
- Go Kyung-pyo vai Oh Dong-hoon. Anh là bạn cùng phòng và trợ lý vẽ, người luôn bám theo Jin-rak. Anh ta biết mọi người trong tòa nhà bởi vẻ ngoài bảnh và sự khéo nói của mình.
- Park Soo-jin vai Cha Do-hwi, là người phụ nữ thành đạt và quản lý một trung tâm thương mại. Cô rất biết cách ăn mặc và có tính cách thoải mải, nhưng cô lại không đối tốt với Dok-mi, người cô đã bắt nạt hồi trung học. Cô thích Jin-rak và cố gắng có được trái tim anh ấy.
- Kim Yoon-hye vai Yoon Seo-young, là người bạn thân và là mối tình đầu của Enrique. Cô thích anh trai của Enrique, là người có tâm hồn tự do, luôn cố gắng hết sức với điều mà cô muốn.[12]
- Kim Jung-san vai Han Tae-joon, là anh họ của Enrique. Anh có mối quan hệ phức tạp với Seo-young, và là người mà Dok-mi thích từ xa.
- Mizuta Kouki vai Watanabe Ryu, người hàng xóm mới từ Nhật Bản đến Hàn Quốc để học nấu các món ăn.
- Kim Seul-gie vai Kim Seul-gi, là biên tập webtoon cho Jin-rak và Dong-hoon và là đại diện của ban Phát triển nội dung.[13]
- Lee Jong-hyuk vai Hongdae guru (khách mời, tập 1).
- Park Se-young vai tác giả mới có tính cách giống với Dok-mi (khách mời, tập 16).[14]

## Rating
| Tập # | Ngày phát sóng | Tựa tập                                                                   | Tỉ suất người xem (Hàn Quốc) |
| ----- | -------------- | ------------------------------------------------------------------------- | ---------------------------- |
| 1     | 7/1/2013       | I steal peeks at him every day                                            | 0.552% (tvN)                 |
| 2     | 8/1/2013       | Just leave me alone! Please!!                                             | 0.841% (tvN)                 |
| 3     | 14/1/2013      | First love hurts and unrequited love is sad                               | 1.228% (tvN + Onstyle)       |
| 4     | 15/1/2013      | No such thing as kind lies or white lies?                                 | 1.504% (tvN + Onstyle)       |
| 5     | 21/1/2013      | I make up 1000 excuses to meet you by chance                              | 2.515% (tvN + OnStyle)       |
| 6     | 22/1/2013      | The related keywords for 'meeting' are 'fate' and 'ill-fated'             | 2.781% (tvN + OnStyle)       |
| 7     | 28/1/2013      | Pride and prejudice and misunderstanding                                  | 1.445% (tvN + OnStyle)       |
| 8     | 29/1/2013      | There's a hazardous tunnel zone ahead                                     | 1.409% (tvN + OnStyle)       |
| 9     | 4/2/2013       | I love you as much as I know you, I know you as much as I love you        | 1.003% (tvN + OnStyle)       |
| 10    | 5/2/2013       | If you want to know about your enemy, see things from his eyes, not yours | 1.390% (tvN + OnStyle)       |
| 11    | 11/2/2013      | Can I go back to being the old me?                                        | 1.356% (tvN + Onstyle)       |
| 12    | 12/2/2013      | The wind is blowing. I like you                                           | 1.470% (tvN + OnStyle)       |
| 13    | 18/2/2013      | Is it to dream a new dream?                                               | 1.302% (tvN + OnStyle)       |
| 14    | 19/2/2013      | Love is to see different maps at times                                    | 1.121% (tvN + OnStyle)       |
| 15    | 25/2/2013      | Love sometimes seeks a further path                                       | 1.190% (tvN + OnStyle)       |
| 16    | 26/2/2013      | Love your neighbor                                                        | 1.409% (tvN + OnStyle)       |

Ghi chú: Bộ phim được phát sóng trên đài cáp - kênh truyền hình thu phí nên có tỉ suất người xem ít hơn các kênh truyền hình miễn phí. Phim được phát sóng đồng thời trên tvN và OnStyle

## Nhạc phim
1. Flower Boys Next Door (Title) - 이크거북
2. Ready-Merry-Go! - Romantic Punch
3. Talkin' Bout Love - J Rabbit
4. I Wish It Was You - Lee Jung
5. Pitch Black -	Park Shin-hye
6. I Want to Date You - Yoon Shi-yoon
7. Memories of That Day - 이크거북
8. I Wake Up Because of You - Kim Seul-gie feat. Go Kyung-pyo
9. Look at Me - Son Hoyoung
10. Pitch Black (Acoustic ver.) - Park Shin-hye
11. I Wish It Was You (Inst.)
12. Talkin' Bout Love (Inst.)
13. I Want to Date You (Inst.)
14. I Wake Up Because of You (Inst.)
15. Ready-Merry-Go! (Inst.)
16. About Her (That Woman's Story Theme) - 이크거북

## Phát sóng quốc tế
Bản quyền phát sóng được bán sang Nhật Bản là bộ phim nhận giá chuyển nhượng cao nhất với một bộ phim truyền hình đài cáp; được lên sóng từ tháng 5 năm 2013 trên TBS. Bộ phim cũng được phát sóng ở 10 quốc gia Châu Á khác, bao gồm Trung Quốc, Hồng Kông, Singapore, Thái Lan, Philippines,  Indonesia,  Myanmar và Việt Nam. Phim cũng được phát sóng trên mạng qua Iflix ở Sri Lanka với phụ đề tiếng Anh.

## Giải thưởng và đề cử
| Năm  | Giải         | Hạng mục              | Recipient     | Kết quả |
| ---- | ------------ | --------------------- | ------------- | ------- |
| 2016 | tvN10 Awards | Romantic-Comedy Queen | Park Shin-hye | Đề cử   |